# Dzieje Wielkiego Pontyfikatu Jana Pawła II
Dzieje Wielkiego Pontyfikatu Jana Pawła II – seria 27 tomów pod redakcją Leszka Sosnowskiego będących dokumentacją pontifikatu papieża Jana Pawła II, od momentu wyboru na Stolicę Apostolską do chwili śmierci (1978-2005).
Seria zawiera łącznie ponad 5700 zdjęć i 1600 fragmentów papieskich homilii i przemówień na 6000 stronach.
Autorami fotografii rejestrujących najważniejsze spotkania, pielgrzymki i wydarzenia poszczególnych lat, są Adam Bujak i Arturo Mari.
Wydawcą kolekcji jest krakowska oficyna Biały Kruk.
Tom nr 27 wydano w 2005, kolejne tomy, od tomu nr 1 do tomu nr 24 wydawano sukcesywnie między 2006 a 2010 r.

## W obrębie serii ukazały się
- Rok 1. Habemus Papam [zawartość: Konklawe, Mentorella, Pasterka w Watykanie, Urbi et Orbi, Następca w Krakowie, Meksyk - pierwsza pielgrzymka zagraniczna, Wielkanoc, Monte Casino, Polska - 900-lecie śmierci św. Stanisława, Testament Pawła VI, Loreto, Irlandia-USA-ONZ, Beatyfikacja]
- Rok 2. Ewangelizacja świata [zawartość: Pompeja, FAO, Turcja, Matka Teresa, Solidarny z chorymi, Opłatek z Polakami, Synody, Wielki Tydzień, Turyn - do świata pracy, Audiencje generalne, Ogrody Watykańskie, Pierwsza podróż apostolska do Afryki, Francja, Boże Ciało, Prezydent Carter, Indianie w Watykanie, Brazylia, Polski Sierpień]
- Rok 3. W cieniu zamachu [zawartość: Synod Biskupów poświęconych rodzinie, Cyryl i Metody patronami Europy, Pielgrzymka do RFN, Audiencja dla Solidarności, Pakistan - Filipiny - Japonia - Guam - USA, Zamach, Operacja w poliklinice Gemellego, Cały świat się modli, Przebaczenie, Biały Marsz, Śmierć Prymasa Tysiąclecia, Ponowne leczenie w poliklinice, Rekonwalescencja, Znów w Watykanie]
- Rok 4. Czas stanu wojennego [zawartość: Dom Jana Pawła II, Spotkania z Polakami, Stan wojenny, 2. pielgrzymka apostolska do Afryki, Asyż, Spotkania z robotnikami, Dziękczynienie w Fatimie, Wielka Brytania]
- Rok 5. Rok odkupienia [zawartość: Hiszpania, Akt Europejski, Helmut Kohl, Sycylia, Spotkania z Polakami, Europejskie Spotkania Młodych, brat Roger Schutz, Greccio, konsystorz, nominacja kardynalska dla abp. Józefa Glempa, George Bush, Ameryka Środkowa, San Salvo - spotkania ze światem pracy, Rok Święty - Jubileusz Odkupienia, Wielki Tydzień, Polska, Austria, Nieszpory Europejskie, beatyfikacje, wizytacje duszpasterskie rzymskich parafii, kanonizacja]
- Rok 6. Droga przez Rok Święty [zawartość: Campo Verano, spotkania z Polakami, beatyfikacje, u Ali Agcy w więzieniu, góralskie jasełka, Bari, kanonizacja, akt zawierzenia Matce Bożej Fatimskiej, Jubileusze: Dzieci, Kapłanów, Ludzi Pracy, Rodzin, Osób Niepełnosprawnych, Sportowców, Młodych, zamknięcie Drzwi Świętych, USA - Korea Płd.. - Papua-Nowa Gwinea - Wyspy Salomona - Tajlandia, Viterbo, Giulio Andreotti, Szwajcaria, Kanada, Hiszpania - Dominikana - Puerto Rico]
- Rok 7. Pasterz biednych i bogatych [zawartość: Kanonizacja, śladami św. Karola Boromeusza, patriarcha Mar Dinkha IV, włoscy olimpijczycy, polska reprezentacja piłkarzy, uroczystości Bożego Narodzenia i Wielkanocy, Bazylika św. Pawła za Murami, Ameryka Łacińska, Avezzano, Franz Joseph Strauss, książę Karol i księżna Diana, kraje Beneluksu, konsystorz - nowi polscy kardynałowie Deskur i Gulbinowicz, Afryka, beatyfikacje, Liechtenstein]
- Rok 8. Sługa jedności i pokoju [zawartość: Sardynia, kard. Joseph Ratzinger, Nadzwyczajny Synod Biskupów, święta, wizyta na Kwirynale, Indie, Matka Teresa z Kalkuty, konsystorz, I Światowy Dzień Młodzieży, beatyfikacje i kanonizacje, Synagoga Większa w Rzymie, Emilia Romania, Mistrzostwa Sportowe Osób Niepełnosprawnych, Kolumbia, Francja, Brat Roger Schütz, spotkania z Polakami]
- Rok 9. W imieniu jednego Boga [zawartość: Florencja, Światowy Dzień Modlitw o Pokój w Asyżu, Oceania, Urbi et Orbi, konsekracja biskupów, Popielec, beatyfikacja pięciu Hiszpanów, Urugwaj - Chile - Argentyna, 60. urodziny kard. Josepha Ratzingera, RFN, beatyfikacje Edyty Stein i Ruperta Mayera, San Giovanni Rotondo, rozpoczęcie Roku Maryjnego, Ronald Reagan, Polska, beatyfikacja Michała Kozala i Jerzego Matulewicza, Stany Zjednoczone i Kanada, Synod Biskupów]
- Rok 10. Świat olśniony pontyfikatem [zawartość: Rok Maryjny, kanonizacje i beatyfikacje, spotkania z młodymi w Taizé, Anioł Pański, audiencje dla Polaków, konsekracja biskupów i święcenia kapłańskie, 130. rocznica objawień w Lourdes, liturgia w rycie bizantyjskim, Wielki Tydzień, Civita Castellana, konsystorz, Ameryka Łacińska, rejon Romanii, Austria, Tysiąclecie Chrztu Rusi Kijowskiej, Rocca di Papa, Turyn, Afryka Południowa, Francja, 10-lecie Pontyfikatu]
- Rok 11. W imieniu uciskanych [zawartość: "Christifideles laici", Dzień Życia, Andriej Sacharow, z arcybiskupami metropolitami USA, Kanonizacja Klelii Barbieri, z delegatami "Solidarności", beatyfikacja Franciszki Siedliskiej, Afryka, Grosseto, Norwegia-Islandia-Finlandia-Dania-Szwecja, Synod ds. Afryki, Lacjum, sekretarz generalny ONZ, Valle D'Aosta, Santiago de Compostella - IV Światowy Dzień Młodzieży, Toskania, Korea Południowa-Indonezja-Mauritius]
- Rok 12. Przełom w Europie [zawartość: Sakra biskupia 3 Polaków, nowy rząd z premierem Tadeuszem Mazowieckim, beatyfikacje, kanonizacja Brata Alberta, Zielony Przylądek - Gwinea - Mali - Burkina Faso - Czad, święta Roku Kościelnego, w wolnej Czechosłowacji, Meksyk - Antyle Holenderskie, pielgrzymki włoskie, Malta - Valletta, Dalajlama, Nelson Mandela, Orvieto, Lech Wałęsa, Tanzania - Burundi - Rwanda - Wybrzeże Kości Słoniowej, Synod]
- Rok 13. Dekalog dla EuropySynod Biskupów, spotkania z Polakami, beatyfikacje, Neapol, Michaił Gorbaczow, kanonizacja Marguerity d'Youville, Pasterka, Te Deum, Listy do Saddama Husajna i George’a Busha, Lech Wałęsa, Triduum Sacrum, encyklika Centesimus annus, Portugalia, w wolnej Polsce, Mantua, metropolita Bartłomiej z Chalcedonu, Dolina Aosty, Światowy Dzień Młodzieży, Węgry, Vicenza]
- Rok 14. Pocieszyciel cierpiących [zawartość:Brazylia, beatyfikacje, George Bush, kanonizacja o. Rafała Kalinowskiego, Zgromadzenie Synodu Biskupów, Borys Jelcyn, Senegal - Gambia - Gwinea, Sorrento, Castellammare di Stabia, Triduum Sacrum, konsekracja biskupów Rakoczego i Pieronka, Angola - Wyspy św. Tomasza i Książęca, Lombardia, zatwierdzenie Katechizmu Kościoła Katolickiego, pobyt w poliklinice Gemellego, Lorenzago di Cadore, Republika Dominikany]
- Rok 15. Jubileusz pontyfikatu [zawartość: Beatyfikacje, prezentacja Katechizmu Kościoła Katolickiego, Asyż - Dzień Modlitw o Pokój, spotkania z polskimi biskupami, Afryka-Benin - Uganda - Dudan, I Światowy Dzień Chorego, pielgrzymki do Włoch, beatyfikacja siostry Faustyny Kowalskiej, matki Marii Angeli Truszkowskiej, i Stanisława Kazimierczyka, Albania, Hiszpania, Jamajka - Meksyk - USA, 8. Światowy Dzień Młodzieży, Litwa - Łotwa - Estonia, encyklika "Veritatis splendor"]
- Rok 16. Szpitalne „sanktuarium”[zawartość: Matka Teresa z Kalkuty, Boże Narodzenie, sakra biskupia, ks. Antoniego Długosza, Dzień Modlitw o Pokój na Bałkanach, II Światowy Dzień Chorego, Richard von, Václav Havel, Triduum Sacrum, odrestaurowany "Sąd Ostateczny", Synod Biskupów nt. Afryki, beatyfikacje, wizyty w rzymskich parafiach, pobyt w poliklinice Gemellego, Lech Wałęsa, Bill Clinton, Valle d'Aosta, Chorwacja, Światowe Spotkanie Rodzin, Synod Biskupów]
- Rok 17. W kręgu Słowian[zawartość: Beatyfikacje, uroczystości roku liturgicznego, Sycylia, Katolikos-Patriarcha Mar Dinkha IV, Thomas Klestil, Loreto, Filipiny - Papua-Nowa Gwinea - Australia - Sri Lanka, X Światowy Dzień Młodzieży, Roman Herzog, Molise, encyklika "Evangelium vitae", Trydent, Czechy - Polska, kanonizacja Jana Sarkandra, "Ut unum sint", Belgia, Słowacja, Castel Gandolfo, Kamerun - RPA - Kenia, USA]
- Rok 18. Reewangelizacja Europy [zawartość: Beatyfikacje, pielgrzymki do Włoch, kanonizacje, Boże Narodzenie, sakra biskupia ks. Stanisława Ryłko, Ameryka Łacińska, Triduum Sacrum, Tunezja, Słowenia, Niemcy, Lorenzago di Cadore, Węgry, Francja, 1500. rocznica chrztu króla Chlodwiga, beatyfikacja męczenników z Podlasia i m. Marii Marceliny Darowskiej, Poliklinika Gamellego]
- Rok 19. Półwiecze kapłaństwa [zawartość: Złoty jubileusz kapłaństwa, pielgrzymka "Solidarności", uroczystości roku liturgicznego, Bośnia i Hercegowina, Czechy, Liban, Polska, beatyfikacja Bernardyny Marii Jabłońskiej i Marii Karłowskiej, kanonizacje Jadwigi Królowej i Jana z Dukli, wakacje w Les Combes, Francja, XII Światowy Dzień Młodzieży, Bolonia, Brazylia, II Światowe Spotkanie Rodzin]
- Rok 20. Dwa synody [zawartość: Św. Teresa z Lisieux Doktorem Kościoła, nowi beatyfikowani, uroczystości roku liturgicznego, Synod poświęcony Ameryce, Marche i Umbria, sakra biskupia ks. Wiktora Skworca, Kapitol, Kuba, sakra biskupia ks. prał. Stanisława Dziwisza i Piero Mariniego, Nigeria, Synod poświęcony Azji, Vercelli, Nelson Mandela, Austria, Brescia, Chorwacja, kanonizacja Benedykty od Krzyża - Edyty Stein, obchody 20-lecia Pontyfikatu]
- Rok 21. Droga błogosławieństw [zawartość: Obchody 20-lecia Pontyfikatu, Kwirynał, sympozjum nt. inkwizycji, wizytacje w rzymskich parafiach, synod poświęcony Oceanii, Rok Boga Ojca, Meksyk, USA, Renesansowy psałterz, Triduum Sacrum, list do artystów, beatyfikacja Ojca Pio, Rumunia, Ankona, Pielgrzymka do Ojczyzny, Castel di Leva, wakacje w Les Combes, Słowenia, rozpoczęcie synodu poświęconego Europie]
- Rok 22. Wielki Jubileusz 2000[zawartość: Synod poświęcony Europie, Indie - Gruzja, otwarcie Drzwi Świętych, Jubileusz dzieci, Jubileusz Życia Konsekrowanego, Jubileusz Chorych, Egipt-Góra Synaj, Dzień Przebaczenia, jubileusze grup zawodowych i społecznych, Ziemia Święta, 50-lecie kapłaństwa kardynałów: Macharskiego, Gulbinowicza, Deskura, Sodano i abp. Jaworskiego, kanonizacja s. Faustyny, Portugalia, 80. urodziny Papieża, Kongres Eucharystyczny, Pielgrzymka Polaków, Aosta, Jubileusz Młodych, Matka Boża Fatimska]
- Rok 23. Czas pojednania [zawartość: Polscy olimpijczycy, jubileusze grup zawodowych i społecznych, Święta Roku liturgicznego, Zamknięcie Wielkiego Jubileuszu 2000, premiery filmów: "Prymas - trzy lata z tysiąca" i "Quo Vadis", patriarcha Grzegorz III, 17000-lecie chrztu Armenii, rzymskie parafie, beatyfikacja męczenników hiszpańskich i innych sług Bożych, Niedziela Miłosierdzia Bożego, Grecja - Syria - Malta, 20-lecie zamachu, konsystorz nadzwyczajny, kanonizacja, Ukraina, letni odpoczynek w Dolinie Aosty, George Bush, Biały Kruk, polscy rektorzy, Frosinone, Kazachstan - Armenia]
- Rok 24. W świetle Bożego Miłosierdzia [zawartość: Środowe katechezy, błogosławieni małżonkowie, Groty Watykańskie, Adwent i Boże Narodzenie, Bazylika św. Sabiny, rzymskie parafie, wielki post i Wielkanoc, jubileusz kard. Ratzingera, Ischia Ponte, Azerbejdżan - Bułgaria, św. Ojciec Pio, Kanada - Gwatemala - Meksyk, Dni Młodzieży, Polska, Real Madryt, św. Brygida Szwedzka, kanonizacja Josemarii Escrivy, tajemnice światła, spotkania z Polakami]
- Rok 25. Ćwierćwiecze pontyfikatu [zawartość: Uroczystość Narodzenia Pańskiego, Te Deum, spotkania z wyznawcami innych religii, bernardyni z Polski, "Tryptyk Rzymski", Hiszpania, Szczepanów - Skałka - Wawel, pielgrzymka Polaków, kanonizacja Urszuli Ledóchowskiej i Józefa Sebastiana Pelczara, Chorwacja, Bośnia i Chercegowina, Słowacja, Dni Papieskie, kard. Stanisław Nagy, Srebrny Jubileusz, bł. Matka Teresa, konsystorz]
- Rok 26. Cierpienie i nadzieja [zawartość: Boże Narodzenie, delegacja Uniwersytetu Opolskiego, beatyfikacje, Triduum Sacrum, Wielkanoc, bł. August Czartoryski, święcenia kapłańskie, kanonizacja, George Bush, Szwajcaria, Boże Ciało, Bartłomiej I, wakacje w dolinie Aosty, Francja, Lourdes, pożegnanie ikony Matki Bożej Kazańskiej, Castel Gandolfo, Loreto, Dzień Papieski, inauguracja Roku Eucharystii]
- Rok 27. W drodze do domu Ojca [zawartość: Imieniny Karola, Audiencje, Boże Narodzenie, Anioł Pański, Poliklinika Gemelli, Wielki Tydzień, Wielkanoc, 2 kwietnia 2005, godzina 21.37, Hołd w Sali Klementyńskiej, Msza św. pogrzebowa, Groty Watykańskie, Testament]

## Reakcje
Już po wydaniu pierwszych tomów zostały one ocenione pozytywnie przez kardynała Dziwisza i doczekały się omówień oraz recenzji, wskazujących na doniosłość publikacji.
Wydawnictwo za "Dzieje..." otrzymało nagrodę Feniksa Specjalnego od Stowarzyszenia Wydawców Katolickich za rok 2011.